# Transferencia electrónica de fondos

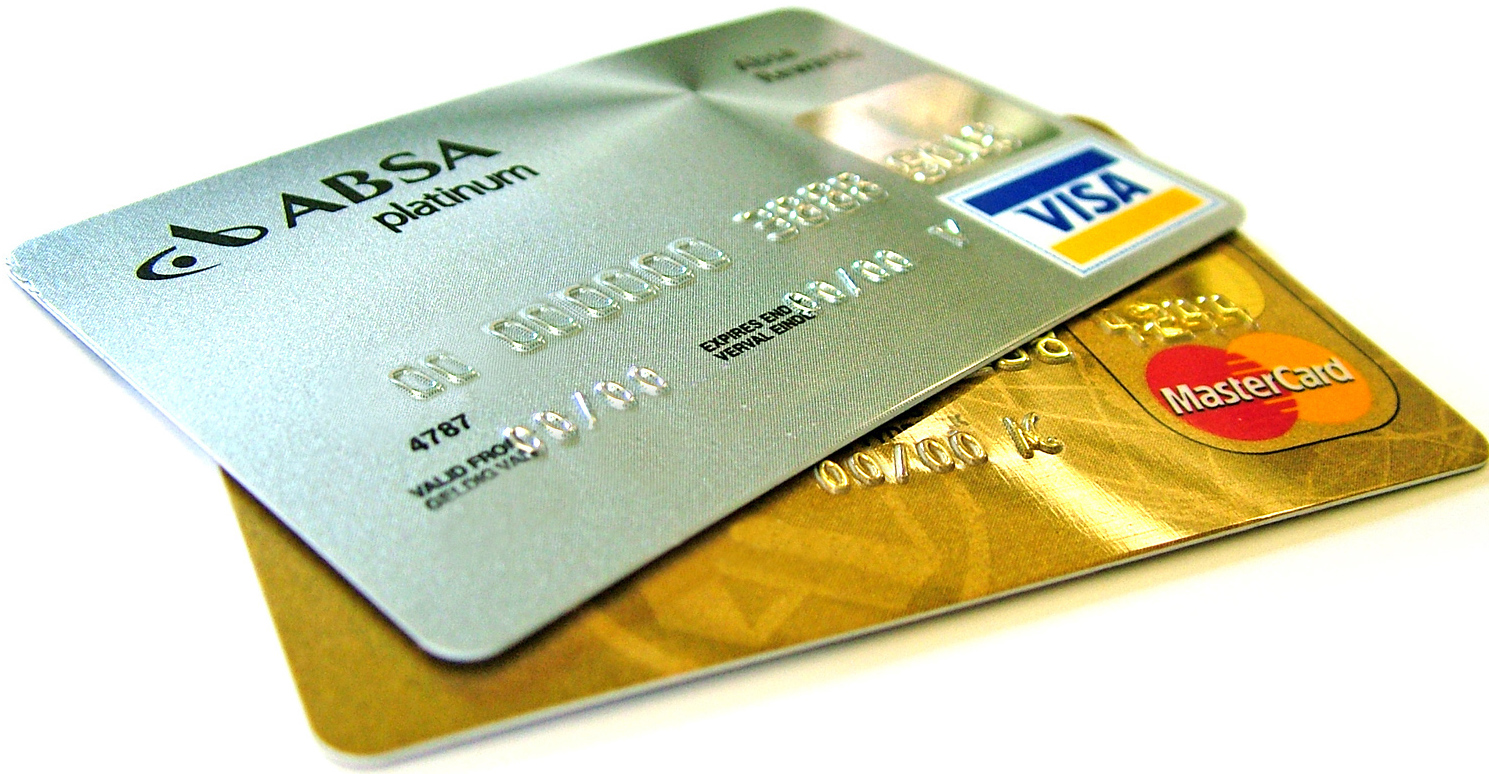
Tarjetas de crédito

La transferencia de fondos electrónica, TFE (en inglés EFT - Electronic funds transfer) es la transferencia electrónica de dinero de una cuenta bancaria a otra, ya sea en una sola institución financiera o en varias instituciones, a través de los sistemas basados en ordenador y sin la intervención directa del personal del banco. Las TFE se conocen por varios nombres. En los Estados Unidos, también pueden llamarse cheques electrónicos o e-checks.
El término abarca una serie de diferentes sistemas de pago, por ejemplo:
- Transacciones iniciadas por los titulares de tarjetas, utilizando una tarjeta de pago, tales como una tarjeta de crédito o débito
- Pago de depósito directo iniciada por el ordenante
- Pagos de débito directo para el cual una empresa débita a la cuenta bancaria del consumidor para el pago de bienes o servicios.
- Transferencia Wire a través de una red bancaria internacional como SWIFT.
- Pago de factura electrónica en la banca electrónica, que puede ser entregado por EFT o cheque de papel.

Si la transferencia se realiza entre cuentas de diferentes monedas, la institución financiera puede aplicar una comisión por cambio de divisas. 